# Финсервис
Банк Финсервис — универсальный банк, выполняющий все виды банковских операций: кредитование и обслуживание частных и корпоративных клиентов, инвестиционный банковский бизнес, торговое и проектное финансирование, управление активами.

## История
Банк создан в 2001 году под названием ООО КБ «Комплекс»,  в мае 2006 года переименован в ООО «Банк Финсервис»,  в 2008 переименован в ОАО «Банк Финсервис», а в январе 2015 года - в АО «Банк Финсервис».
В конце июля 2010 года сеть «Седьмой континент» консолидировала в своей собственности 100% акций банка. Сумма сделки оценивалась в 500 млн рублей .
С 2011 года «Банк Финсервис» начал сворачивать розничный бизнес: в течение года были закрыты офисы банка в магазинах «Седьмой континент» в ряде регионов России, а московские мини-офисы в 2012 году взял в аренду «Совкомбанк».
В марте 2013 года сеть «Седьмой континент» продает банк группе акционеров. Новые владельцы начали развивать банк как универсальную кредитную организацию, осуществляющую все основные виды банковских операций.

## Собственники и руководство
Основные акционеры: ООО «Строй-Трейд Групп» - 19,43%, ООО  «Севинвест» - 11,29%, ООО «Оверпас-Инвест» - 7,63%
Карташян Владимир Эдуардович и Митюшов Алексей Александрович – по 11,29%, Коноваленко Наталия Петровна – 9,94%.
Председатель правления банка Копырин Димитрий Константинович – 8,57%, председатель совета директоров банка Ботвинкин Михаил Юрьевич – 24%.
Новый акционер, появившийся в 2018 году - ООО «Строй-Трейд Групп» - специализируется на строительстве и демонтаже инженерных коммуникаций.

## Деятельность
С 2006 года приоритетным направлением деятельности банка являлось потребительское кредитование на основе офисов в крупных магазинах. На начало 2007 года в банковскую сеть входило 85 мини-офисов в супермаркетах «Седьмой континент». С сентября 2006 года по февраль 2007 года банк выдал клиентам в Москве 130 тысяч кобрендовых кредитных карт, по которым предоставлялась скидка на покупки в сети «Седьмой континент».
В 2007 году Банк Финсервис занял 39 место по объему потребительских кредитов в рейтинге РБК.
До середины 2010 года основными акционерами банка были «Собинбанк» (49%) и розничная сеть «Седьмой континент» (25,5%), оставшимся пакетом владели физические лица. В конце июля того же года ОАО «Седьмой континент» консолидировало 100% акций «Банка Финсервис». В 2013 году активы банка приобрела группа новых акционеров, с этого момента финансовый институт начал активное развитие как универсальный банк.
По состоянию на июль 2013 года, после закрытия офисов в 2011—2013 годах, в распоряжении банка 2 подразделения в Рязани и Москве. Терминалы банковского самообслуживания «Финсервиса» расположены в Московской области, Калининграде и Ярославле. Деятельность банка принесла прибыль в размере 37,28 млн рублей.
В сентябре-декабре 2013 года банк сообщил об открытии кредитно-кассовых офисов в городах Санкт-Петербург, Сургут и Салават, а также операционного офиса в городе Новомичуринск. В 2014 году банк открыл офисы в Архангельске и Оренбурге, кредитно-кассовые офисы в Новодвинске и Барнауле, а также дополнительный офис в Рузе.
В 2015 году кредитно-кассовые офисы банка были открыты в Троицке и Энгельсе. В Рузе была открыта новая операционная касса вне кассового узла.
Активы банка увеличились на 85,7% за период с начала 2014 года по февраль 2015 года и на начало марта составили 56,8 млрд рублей, капитал — 5,4 млрд рублей. В пассивах отмечалось увеличение средств клиентов и привлеченного МБК. Банк также нарастил объем собственных векселей. В активах привлеченные средства были размещены в кредитный портфель, межбанковские кредиты и в портфель ценных бумаг.
На текущий момент отделения банка располагаются в 14 городах России: Москве, Архангельске, Астрахани, Барнауле, Можайске, Новодвинске, Новомичуринске, Новосибирске, Оренбурге, Рузе, Салавате, Санкт-Петербурге, Сургуте, Энгельсе.
В апреле 2015 года «Банк Финсервис» подписал соглашение о масштабном сотрудничестве с Межрегиональным Партнерством Риэлторов (МПР) по ряду регионов России. Также в 2015 году «Банк Финсервис» подписал договор о сотрудничестве с дочерним зависимым обществом «Энергосбытовой компании РусГидро» ПАО «Рязанская энергетическая сбытовая компания» (ПАО «РЭСК»).
Одним из стратегических направлений внутренней политики «Банка Финсервис» является развитие внешнеэкономических отношений и укрепление деловых связей с партнерами из стран СНГ. Начиная с 2014 года, «Банк Финсервис» активно участвует в сделках по организации синдицированных кредитов. В частности, в июле 2015 года и в январе 2016 года банк выступил соорганизатором двух сделок по предоставлению синдицированных кредитов для «Альфа-Банка» (Беларусь). Также в июле 2015 года «Финсервис» выступил в качестве организатора в рамках сделки о предоставлении «АСБ Беларусбанк» синдицированного кредита в размере 203 млн. евро . В январе 2016 года «Финсервис» выступил ведущим организатором и банком-участником синдицированного кредита, предоставленного «АСБ Беларусбанк», на сумму 225 млн евро и 22 млн. долларов США.
В мае и ноябре 2015 года «Банк Финсервис» выступил одним из кредиторов Банка развития Республики Беларусь.
29 марта 2016 года состоялось подписание синдицированного кредитного соглашения ряда российских и международных финансовых организаций с ОАО «Белагропромбанк». «Банк Финсервис» стал одним из участников соглашения с долей участия в 10 млн евро.
31 августа 2016 года АО «Банк Финсервис» получило лицензию на осуществление деятельности специализированного депозитария инвестиционных фондов, паевых инвестиционных фондов и негосударственных пенсионных фондов № 22-000-0-00120.
31 января 2017 года АО «Банк Финсервис» разместило по закрытой подписке дополнительный выпуск акций на сумму 500 млн рублей. Уставный капитал банка в результате эмиссии увеличился с 2 до 2,5 млрд рублей.

## Рейтинговые оценки
- Рейтинговое агентство «Эксперт РА» в 2008 году присвоило банку рейтинговую оценку В++, в 2009 году рейтинг был отозван. Возобновлён в 2017 году на уровне ruBBB+, подтверждён в 2018, в 2019 понижен до ruBBB- и ежегодно подтверждается на этом уровне (2020-2025)[27].

- Рейтинговое агентство НКР в 2023 году присвоило АО «Банк Финсервис» кредитный рейтинг BBB-.ru со стабильным прогнозом, в 2024 году рейтинг подтверждён, а прогноз изменён на позитивный, в 2025 году рейтинг тот же с прогнозом «рейтинг на пересмотре — неопределённый прогноз»[28].

## Достижения и признание
- Интерфакс-100: 54 место – активы, 99 место – собственный капитал [29].
- Banki.ru: 58 место – активы нетто, 67 место – чистая прибыль, 90 место – капитал (форма 123) [30].
- Коммерсант: Топ-10 банков с наилучшими показателями прироста капитала. Приложение № 174 от 25.09.2018 [31].
- РИА Рейтинг: Рейтинг банков по объему активов на 1 октября 2018 года [32].
- Проект «Карта Ружанина»: Банк Финсервис занял 3 место в рейтинге маркетинговых идей от Ассоциации российских банков (АРБ)[33].

## Награды и премии
В декабре 2015 года банк «Финсервис» стал лауреатом народной банковской премии Архангельской области «Золотой штурвал» в номинации «Выгодные тарифы».
«Банк Финсервис» награжден за активное участие в Неделях финансовой грамотности.